# Hermann Parzinger

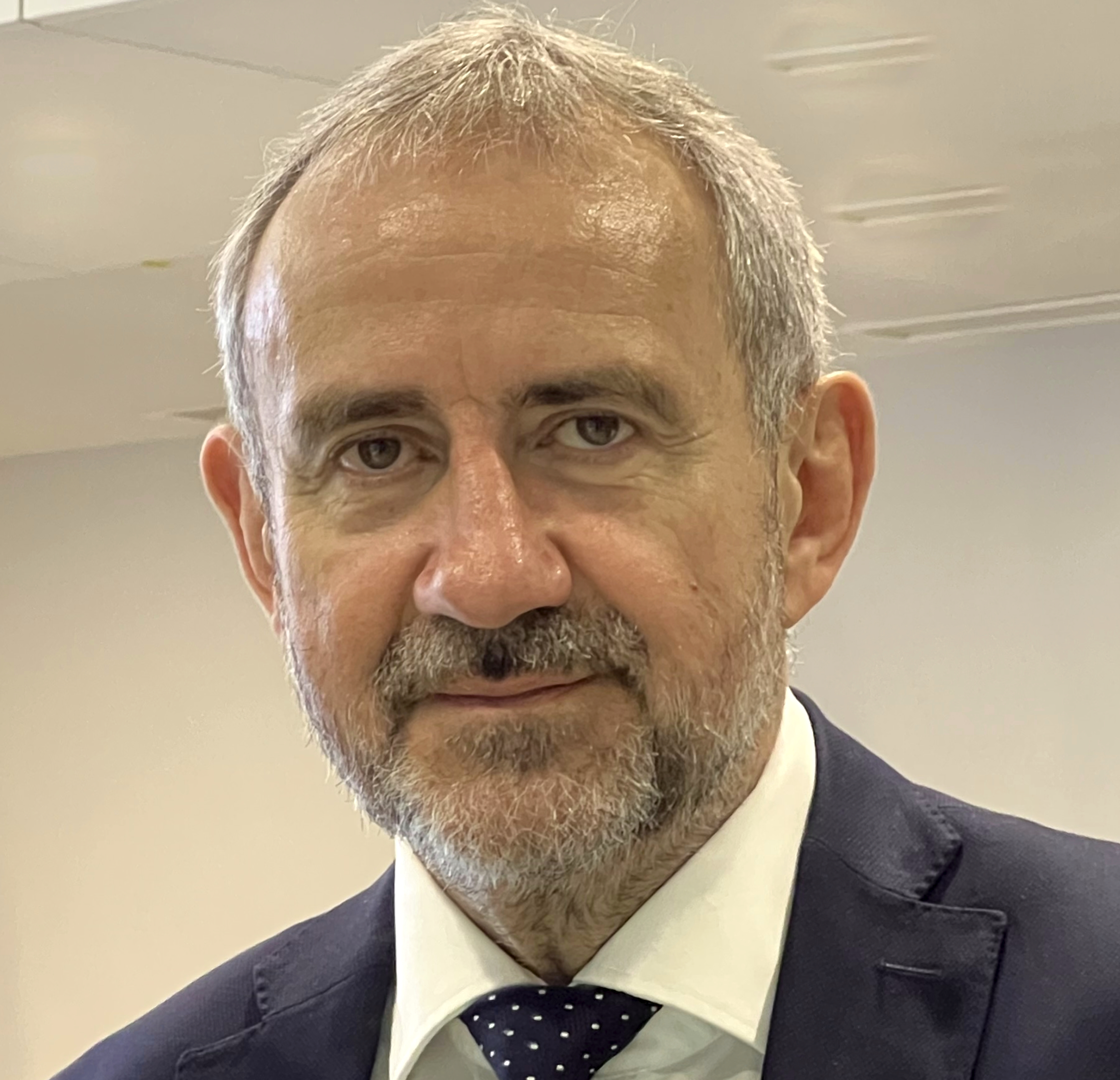
Hermann Parzinger, 2024

Hermann Parzinger (* 12. März 1959 in München) ist ein deutscher Prähistorischer Archäologe, Spezialist für die Kultur der Skythen und Kulturmanager. Von 2008 bis 2025 leitete er als Präsident die Berliner Stiftung Preußischer Kulturbesitz.

## Leben
Hermann Parzinger wurde 1959 in München geboren. Er studierte von 1979 bis 1985 Vor- und Frühgeschichte, Provinzialrömische Archäologie und Mittelalterliche Geschichte an der Universität München, an der Universität des Saarlandes in Saarbrücken sowie an der Universität Ljubljana (Slowenien, 1982). Seine Magisterarbeit schrieb er 1984 zum Thema Die Stellung der Laibacher Uferrandsiedlungen im äneolithischen und frühbronzezeitlichen Kultursystem der mittleren Donauländer. Im Jahre 1985 wurde er bei Georg Kossack über die Chronologie der Späthallstatt- und Frühlatènezeit promoviert und für diese Forschungsarbeit mit dem Reisestipendium des Deutschen Archäologischen Instituts ausgezeichnet, das ihn ein Jahr lang durch Länder des Mittelmeerraums und des Nahen Ostens führte.
Von 1986 bis 1990 war Parzinger Hochschulassistent am Lehrstuhl für Vor- und Frühgeschichte der Universität München, wo er 1991 habilitiert und zum Privatdozenten ernannt wurde. Von 1991 bis 1994 war er Zweiter Direktor der Römisch-Germanischen Kommission des Deutschen Archäologischen Instituts in Frankfurt, 1992 erfolgte die Umhabilitation zum Privatdozenten an der Universität Frankfurt. 1995 wurde er als Gründungsdirektor der Eurasien-Abteilung des Deutschen Archäologischen Instituts nach Berlin berufen. Anfang 2003 trat Hermann Parzinger die Nachfolge von Helmut Kyrieleis als Präsident des Deutschen Archäologischen Instituts (DAI) an. Dieses Amt hatte er bis zum 28. Februar 2008 inne. Neuer Präsident des DAI wurde der Althistoriker Hans-Joachim Gehrke.
In seiner Zeit als Direktor (1995–2003) und später Präsident (2003–2008) am Deutschen Archäologischen Institut führte er zahlreiche Ausgrabungen durch, darunter in der keltiberischen Höhenburg Castro Soto de Bureba (Spanien), in neolithischen bis bronzezeitlichen Siedlungsplätzen bei Kırklareli (Türkei), in der spätchalkolithischen bis frühdynastischen Metallurgiesiedlung von Arisman (Iran), in dem skythenzeitlichen Heiligtum von Bajkara (Kasachstan), in der spätbronze- und früheisenzeitlichen Siedlung in der westsibirischen Waldsteppe bei Tschitscha (Russland) und in dem mehrperiodigen Gräberfeld von Suchanicha am Jenissei (Russland). Von 1997 bis 1999 leitete er ein interdisziplinäres Forschungsprojekt der VW-Stiftung zur frühen Zinngewinnung in Zentralasien mit Ausgrabungen in Usbekistan und Tadschikistan. Weltweit bekannt wurde Parzinger durch die Entdeckung eines skythischen Fürstengrabes mit fast 6000 Goldobjekten im Juli 2001 bei Aržan in der südsibirischen Republik Tuwa. Diese bedeutenden Funde wurden im kulturhistorischen Kontext vom 6. Juli bis 1. Oktober 2007 im Berliner Martin-Gropius-Bau im Rahmen der Ausstellung „Im Zeichen des Goldenen Greifen. Königsgräber der Skythen“ ausgestellt. Ein weiterer Sensationsfund im Sommer 2006 war Parzingers Entdeckung einer Eismumie eines tätowierten skythischen Kriegers in der Permafrostzone des Altai-Hochgebirges, unter anderem mit erhaltenen Kleidungsstücken (zum Beispiel Pelzmantel, Filzkappe, Leinenhose) und hölzernem Kompositbogen.
Hermann Parzinger wurde am 8. Juni 2007 einstimmig zum Präsidenten der Stiftung Preußischer Kulturbesitz, der größten deutschen Kultureinrichtung, gewählt. Er trat damit am 1. März 2008 die Nachfolge von Klaus-Dieter Lehmann an. Parzinger ging Ende Mai 2025 in den Ruhestand. Nachfolgerin zum 1. Juni 2025 wurde die Generaldirektorin der Staatlichen Kunstsammlungen Dresden, Marion Ackermann.
Parzinger blieb auch im neuen Amt partiell noch der archäologischen Forschung verbunden. So war er unter anderem am Berliner Exzellenzcluster „Topoi. Formation and Transformation of Space and Knowledge in Ancient Civilizations“ beteiligt und führte dabei Ausgrabungen im Südosten Kasachstans durch. In einem weiteren interdisziplinären BMBF-Forschungsprojekt beschäftigte er sich mit paläogenetischen Untersuchungen zur Mobilität reiternomadischer Bevölkerungsgruppen in Eurasien.
Im Mai 2015 wurde Parzinger zu einem der drei Gründungsintendanten des Humboldt Forums im Berliner Schloss berufen. Zum 1. Juni 2018 wurde Hartmut Dorgerloh vom Stiftungsrat des Humboldt-Forums zum Generalintendanten berufen, damit endete die Gründungsintendanz von Neil MacGregor, Horst Bredekamp und Hermann Parzinger.
Parzinger ist Mitglied in zahlreichen Gremien, Kuratorien und Beiräten, unter anderem in den Hochschulräten der Universitäten Frankfurt am Main und Konstanz, im Kuratorium der Hypo-Kunsthalle und des Deutschen Museums in München, im Programmbeirat der Kunst- und Ausstellungshalle der Bundesrepublik Deutschland in Bonn, im Kuratorium der Kulturstiftung der Länder und im Advisory Board einer Graduate School der Universität Kiel. Parzinger ist Mitglied des Research Center of Ancient Civilization der Chinesischen Akademie der Sozialwissenschaften in Peking, Korrespondierendes Mitglied der Real Academia de la Historia in Madrid (2003), Ordentliches Mitglied der Geisteswissenschaftlichen Klasse der Berlin-Brandenburgischen Akademie der Wissenschaften, Mitglied der Sektion Kulturwissenschaften der Deutschen Akademie der Naturforscher Leopoldina sowie korrespondierendes Mitglied des Archaeological Institute of America, der British Academy und seit 2016 auswärtiges Mitglied der Russischen Akademie der Wissenschaften.
Daneben hat Parzinger noch zahlreiche weitere Ämter inne, beispielsweise ist er Präsident des Deutschen Verbandes für Archäologie, Ko-Vorsitzender der Arbeitsgruppe Kultur im Lenkungsausschuss des Petersburger Dialogs, Sprecher des Deutsch-Russischen Museumsdialogs, Vorsitzender der Mitgliederversammlung des Forums Transregionale Studien e. V. in Berlin und Vorsitzender des Beirats des Zentrums für Baltische und Skandinavische Archäologie in Schleswig.
Hermann Parzinger ist Vorstandssprecher der Deutschen Digitalen Bibliothek. 2013 wurde er in den Senat der Deutschen Nationalstiftung berufen. Parzinger ist ferner seit Mai 2018 Geschäftsführender Präsident von Europa Nostra.
Am 27. Mai 2025 wurde er nach 17 Jahren mit einem Festakt im Neuen Museum als Präsident der Berliner Stiftung Preußischer Kulturbesitz verabschiedet.

## Privates
Parzinger war in erster Ehe mit der spanischen Prähistorikerin und Althistorikerin Rosa Sanz Serrano verheiratet. Seit dem 16. Juni 2017 ist er in zweiter Ehe mit der Archäologin und LWL-Kulturdezernentin Barbara Rüschoff-Parzinger verheiratet.
In seiner Freizeit ist er Judoka und Träger des Schwarzen Gürtels (2. Dan). Er nahm an Welt- und Europameisterschaften teil. Im Einzel wie mit der Mannschaft war er mehrfach Berliner Meister, zuletzt 2009, 2010 und 2011 bei den ü30. 2005, 2006 und 2009 war er in der Klasse -81 kg jeweils Fünfter der Deutschen Meisterschaften ü30. 2015 in Bad Belzig, 2022 in Hamburg und 2024 am Nürburgring gewann er jeweils die Bronzemedaille bei den Deutschen Meisterschaften ü30. Schon 1997 gelang ihm mit der Mannschaft des Budo-Club Randori Berlin der Aufstieg in die Regionalliga.

## Ehrungen und Auszeichnungen

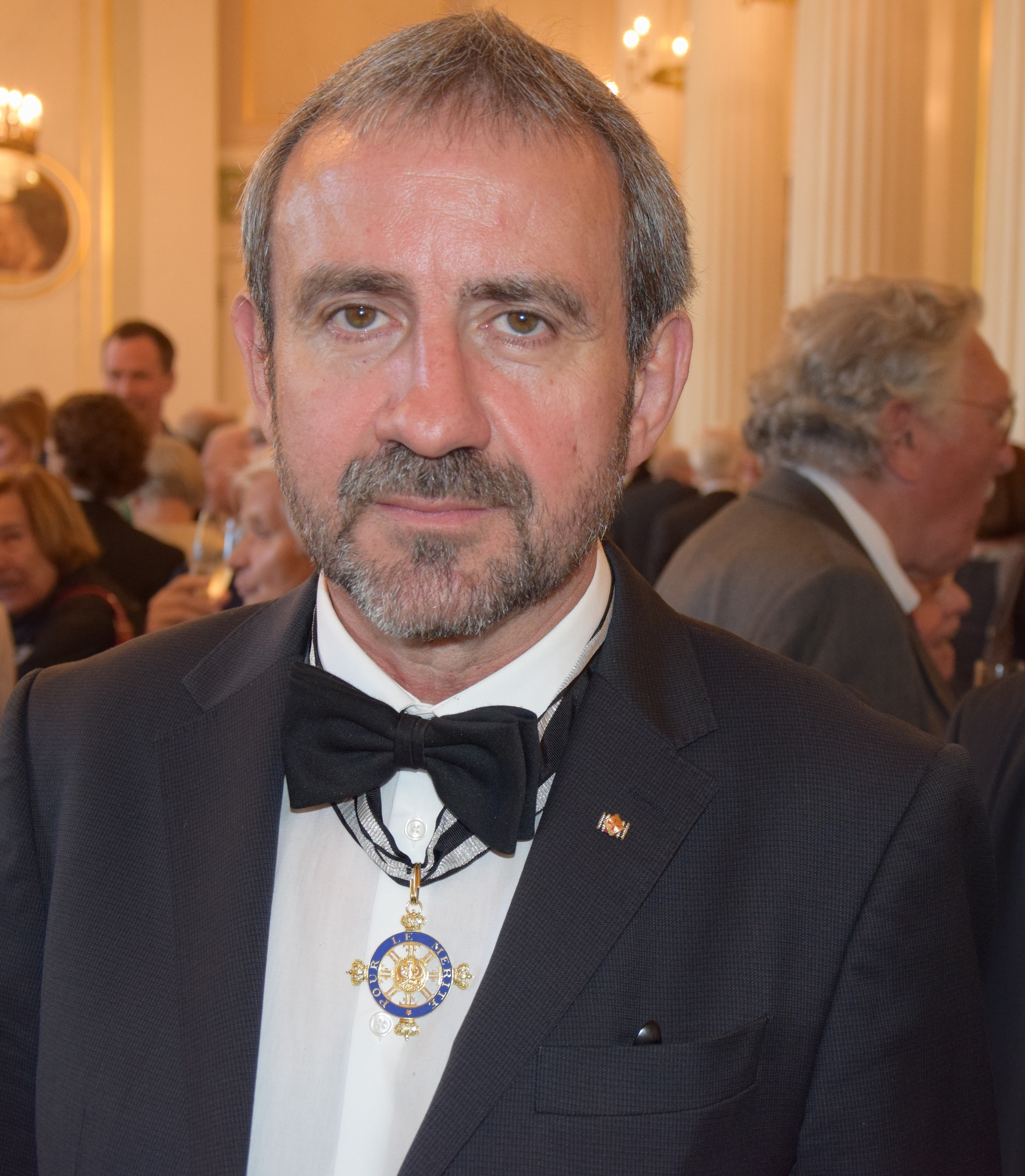
Hermann Parzinger mit dem Orden „Pour le Mérite“ (2014)

- seit 1996 Honorarprofessur am Institut für Prähistorische Archäologie der Freien Universität Berlin
- 1998 Leibniz-Preis (höchstdotierter deutscher Förderpreis, der damit erstmals an einen Archäologen ging).
- Zahlreiche Ehrendoktorate, etwa der Sibirischen Abteilung der Russischen Akademie der Wissenschaften in Nowosibirsk (2002), der Russischen Akademie der Wissenschaften in Moskau (2004), der Staatlichen Technischen Universität Nowosibirsk (2018) und des Instituts für Archäologie und Ethnographie der Sibirischen Abteilung der Russischen Akademie der Wissenschaften in Nowosibirsk (2020) sowie Ehrendiplome der Mongolischen Akademie der Wissenschaften (2007) und der Republik Tuwa (2007).
- Ehrenmitglied des Archäologischen Institutes der Rumänischen Akademie der Wissenschaften in Iași.
- 2008 wurde Hermann Parzinger zum Ehrenbürger seiner Heimatstadt Germering ernannt.[13]
- In einer Feierstunde im Moskauer Kreml wurde Parzinger 2009 vom russischen Staatspräsidenten Dmitri Anatoljewitsch Medwedew der Orden der Freundschaft für seine herausragenden wissenschaftlichen Leistungen und seine vielfältigen Engagements in den deutsch-russischen Wissenschafts- und Kulturbeziehungen verliehen, die ihn seit Jahrzehnten regelmäßig auch nach Russland führen.
- 2011 verlieh die Heidelberger Akademie der Wissenschaften Hermann Parzinger den Reuchlin-Preis der Stadt Pforzheim (benannt nach dem Humanisten Johannes Reuchlin, 1455 in Pforzheim geboren). Die Heidelberger Akademie begründete diese Wahl unter anderem damit, dass Hermann Parzinger mit seinem zeit- und länderübergreifenden Forschungsansatz Neuland für die Archäologie erschlossen und die Bedeutung der Geisteswissenschaften im öffentlichen Bewusstsein gestärkt habe.
- Am 29. Mai 2011 wählte das Kapitel des Ordens Pour le Mérite Parzinger zu seinen inländischen Mitgliedern hinzu.
- Am 4. Oktober 2012 erhielt Parzinger das Große Verdienstkreuz mit Stern des Verdienstordens der Bundesrepublik Deutschland.[14][15]
- 2013 erhielt Parzinger von der Akademie der Wissenschaften und der Literatur in Mainz den erstmals verliehenen Kalkhof-Rose Akademie-Preis. Der mit 25.000 Euro dotierte Preis für Geisteswissenschaften würdigt seine Verdienste um die Ur- und Frühgeschichte.[16]
- 2013 wurde Parzinger zum Mitglied der American Philosophical Society gewählt, der ältesten Gelehrtengesellschaft der USA. Damit würdigt die Gesellschaft besonders die von ihm initiierte Zusammenarbeit mit russischen Archäologen und seine umfassende Publikationstätigkeit sowie seine herausragende Arbeit als Kulturmanager.[17]
- 2014 erfolgte die Wahl zum Honorary Member der American Academy of Arts and Sciences mit Sitz in Cambridge, Massachusetts.[18]
- Am 14. September 2015 wurde Parzinger mit dem Verdienstorden der Italienischen Republik ausgezeichnet.[19]
- 2018 erhielt Parzinger von der spanischen Regierung den Orden Gran Cruz de Alfonso X el Sabio (Ziviles Großkreuz des Ordens Alfons X. des Weisen) für hervorragende Verdienste auf dem Gebiet der Forschung, der Literatur und Kunst.
- Am 31. Januar 2019 wurde Parzinger die Marsilius-Medaille des Marsilius-Kollegs der Universität Heidelberg für die Förderung des Gesprächs zwischen den Wissenschaftskulturen verliehen.[20]
- Am 5. Juni 2021 wurde Parzinger in Berlin zum Kanzler des Ordens Pour le Mérite gewählt, in der Nachfolge von Christiane Nüsslein-Volhard.[21]
- Anlässlich seines 65. Geburtstages wurde Parzinger von Schülern und Weggefährten eine wissenschaftliche Festschrift gewidmet: Jens Schneeweiß, Manfred Nawroth, Henny Piezonka, Heiner Schwarzberg: Man sieht nur, was man weiß – man weiß nur, was man sieht. Globalhistorische Perspektiven auf interkulturelle Phänomene der Mobilität. Festschrift für Hermann Parzinger zum 65. Geburtstag (= Prähistorische Archäologie in Südosteuropa 33). Verlag Marie Leidorf, Rahden/Westf. 2024, ISBN 978-3-89646-689-1.

## Schriften
Bislang veröffentlichte er 20 Monographien und über 230 wissenschaftliche Aufsätze zu archäologischen Themen von der Steinzeit über die Eisenzeit bis zur Theoriediskussion sowie Forschungsgeschichte und ist Herausgeber verschiedener Zeitschriften- und Monografienreihen. Seit 2007 publiziert er vermehrt auch zu Themen der Kultur- und Wissenschaftspolitik.
- Chronologie der Späthallstatt- und Frühlatene-Zeit. Studien zu Fundgruppen zwischen Mosel und Save (= Quellen und Forschungen zur prähistorischen und provinzialrömischen Archäologie. Band 4). Weinheim 1988, ISBN 3-527-17533-4.
- mit Rosa Sanz: Die Oberstadt von Hattuşa. Hethitische Keramik aus dem zentralen Tempelviertel. Funde aus den Grabungen 1982–1987 (= Boğazköy-Hattuşa. Band 15). Berlin 1992, ISBN 3-7861-1656-3.
- Studien zur Chronologie und Kulturgeschichte der Jungstein-, Kupfer- und Frühbronzezeit zwischen Karpaten und Mittlerem Taurus (= Römisch-Germanische Forschungen. Band 52). Philipp von Zabern, Mainz 1993, ISBN 3-8053-1501-5.
- mit Jindra Nekvasil und Fritz Eckart Barth: Die Býčí skála-Höhle. Ein hallstattzeitlicher Höhlenopferplatz in Mähren (= Römisch-Germanische Forschungen. Band 54). Philipp von Zabern, Mainz 1995, ISBN 3-8053-1702-6.
- Der Goldberg. Die metallzeitliche Besiedlung (= Römisch-Germanische Forschungen. Band 57). Philipp von Zabern, Mainz 1998, ISBN 3-8053-2463-4.
- mit Rosa Sanz: Das Castro von Soto de Bureba. Archäologische und historische Forschungen zur Bureba in vorrömischer und römischer Zeit. Rahden/Westf. 2000, ISBN 3-89646-014-5.
- mit Viktor Zajbert, Anatoli Nagler, Alexander Plesakov: Der große Kurgan von Bajkara. Studien zu einem skythischen Heiligtum (= Archäologie in Eurasien. Band 16). Philipp von Zabern, Mainz 2003, ISBN 3-8053-3273-4.
- mit Necmi Karul, Zeynep Eres, Mehmet Özdoğan: Aşağı Pınar I (= Archäologie in Eurasien. Band 15 / Studien im Thrakien-Marmara-Raum. Band 1). Philipp von Zabern, Mainz 2003, ISBN 3-8053-3269-6.
- mit Nikolaus Boroffka: Das Zinn der Bronzezeit in Mittelasien I. Die siedlungsarchäologischen Forschungen im Umfeld der Zinnlagerstätten (= Archäologie in Iran und Turan. Band 5). Philipp von Zabern, Mainz 2003, ISBN 3-8053-3135-5 (ausführliche Rezension von Sören Stark in Orientalistische Literaturzeitung Band 105, 2010, Heft 1, S. 97–104).
- Die Skythen (= Beck’sche Reihe. Band 2342). C. H. Beck, München 2004, ISBN 3-406-50842-1.
- mit Heiner Schwarzberg: Aşağı Pınar II. Die mittel- und spätneolithische Keramik (= Archäologie in Eurasien. Band 18 / Studien im Thrakien-Marmara-Raum. Band 2). Philipp von Zabern, Mainz 2005, ISBN 3-8053-3541-5.
- Die frühen Völker Eurasiens. Vom Neolithikum bis zum Mittelalter. C.H. Beck, München 2006, ISBN 3-406-54961-6.
- mit Konstantin V. Tschugunov und Anatoli Nagler: Der Goldschatz von Arschan. Schirmer/Mosel, München 2006, ISBN 3-8296-0260-X.
- als Herausgeber mit Wilfried Menghin, Manfred Nawroth und Anatoli Nagler: Im Zeichen des Goldenen Greifen. Königsgräber der Skythen. Prestel Verlag, München 2007, ISBN 978-3-7913-3855-2.
- als Herausgeber: Gero von Merhart, Daljóko. Bilder aus sibirischen Arbeitstagen. Böhlau-Verlag, Wien/Köln/Weimar 2009, ISBN 978-3-205-78188-2.
- als Herausgeber mit Thomas Flierl: Humboldt-Forum Berlin. Das Projekt. Verlag Theater der Zeit, Berlin 2009.
- mit Konstantin V. Tschugunov und Anatoli Nagler: Der skythenzeitliche Fürstenkurgan von Aržan 2 in Tuva (= Archäologie in Eurasien. Band 26 / Steppenvölker Eurasiens. Band 3). Philipp von Zabern, Mainz 2010, ISBN 978-3-8053-4223-0.
- Die Kinder des Prometheus. Eine Geschichte der Menschheit vor der Erfindung der Schrift. C. H. Beck, München 2015, ISBN 978-3-406-66657-5.
- Abenteuer Archäologie. Eine Reise durch die Menschheitsgeschichte. C. H. Beck, München 2016, ISBN 978-3-406-69639-8.
- Verdammt und vernichtet. Kulturzerstörungen vom Alten Orient bis zur Gegenwart. C. H. Beck, München 2021, ISBN 978-3-406-76484-4 (Rezension von Thomas Macho[22])

## Belege
1. ↑  „Das Gold von Tuva“. Interaktiver Themenkomplex der ZDF-Produktion ‚Schliemanns Erben‘, 2006
2. 1 2  „Im Zeichen des Goldenen Greifen. Königsgräber der Skythen“, Ausstellung im Martin-Gropius-Bau zu Berlin (Memento vom 4. März 2009 im Internet Archive)
3. ↑  Der Krieger aus dem mongolischen Eisgrab (Memento vom 11. Januar 2012 im Internet Archive)
4. ↑  „Die Rückkehr der Eismumie“. ZDF-Produktion‚ Schliemanns Erben Spezial‘, 2008
5. ↑  „Pressemitteilung des DAI zur Wahl von Prof. Dr. Hermann Parzinger zum Präsidenten der Stiftung Preußischer Kulturbesitz“, 8. Juni 2007 (Memento vom 5. März 2008 im Internet Archive)
6. ↑  „Parzinger wird Präsident der Preußen-Stiftung“. In: Tagesspiegel. 24. April 2007 (archive.org).
7. ↑  Nicola Kuhn: Generalintendant des Humboldt-Forums Hartmut Dorgerloh ist Berlins neuer Schlossherr. In: www.tagesspiegel.de. 15. Mai 2018, abgerufen am 26. Mai 2018.
8. ↑  Ausländische Mitglieder der Russischen Akademie der Wissenschaften seit 1724: Parzinger, Hermann. Russische Akademie der Wissenschaften, abgerufen am 21. November 2020 (russisch).
9. ↑  Das ist die Deutsche Digitale Bibliothek!, Video vom 28. November 2011 erstellt vom TVT creative media GmbH im Auftrag des Beauftragten der Bundesregierung für Kultur und Medien, zuletzt abgerufen am 6. Dezember 2012
10. ↑  Hermann Parzinger in die Nationalstiftung berufen, in: Berliner Morgenpost, 6. November 2013, S. 18.
11. ↑  Europa Nostra News vom 8. Mai 2018: Prof. Dr. Hermann Parzinger from Germany appointed as new Executive President of Europa Nostra, abgerufen am 23. Mai 2022
12. ↑  Tagesspiegel vom 27. Mai 2025: Abschied von der Spitze der Stiftung Preußischer Kulturbesitz. Hermann Parzinger übergibt an Marion Ackermann, von Nicola Kuhn, abgerufen am 28. Mai 2025
13. ↑  „Pressemitteilung zur Wahl von Prof. Dr. Hermann Parzinger zum Ehrenbürger der Stadt Germering“, 20. Dezember 2008
14. ↑  BAnz AT 22.11.2012 B1
15. ↑  Hermann Parzinger erhält das Große Verdienstkreuz mit Stern, idw vom 25. September 2012
16. ↑  Die Welt Nachrichten vom 27. Februar 2013 Parzinger erhält Akademie-Preis für Geisteswissenschaften, abgerufen am 27. Februar 2013
17. ↑  Stiftung Preußischer Kulturbesitz Pressemitteilung vom 26. Juni 2013: Hermann Parzinger zum Mitglied der American Philosophical Society gewählt (Memento vom 1. Februar 2021 im Internet Archive)
18. ↑  https://www.amacad.org/person/hermann-parzinger
19. ↑  Homepage Stiftung Preussischer Kulturbesitz News vom 11. September 2015: Italien ehrt Hermann Parzinger (Memento vom 20. August 2016 im Internet Archive), abgerufen am 12. September 2015
20. ↑  Marsilius-Vorlesung mit Hermann Parzinger. Archiviert vom Original (nicht mehr online verfügbar) am 2. Februar 2019; abgerufen am 1. Februar 2019.
21. ↑  Presse- und Informationsamt der Bundesregierung (BPA) Pressemitteilung 194 vom 8. Juni 2021: Orden Pour le mérite wählt neue Kanzler, abgerufen am 7. Juni 2021.
22. ↑  Frankfurter Allgemeine vom 20. Mai 2021: Buch über Kulturzerstörungen. Statuen sterben auf verschiedene Weisen, abgerufen am 5. Juni 2021.

Erste (Leitende) Direktoren: 
Hans Dragendorff (1902–1911) |
Emil Ritterling (1911–1914) |
Walther Barthel (1914–1915) |
Friedrich Koepp (1916–1925) |
Friedrich Drexel (1925–1930) |
Gerhard Bersu (1931–1935) |
Ernst Sprockhoff (1935–1945) |
Gerhard Bersu (1950–1956) |
Werner Krämer (1956–1972) |
Hans Schönberger (1972–1981) |
Ferdinand Maier (1981–1990) |
Siegmar von Schnurbein (1990–2006) |
Friedrich Lüth (2006–2011) |
Svend Hansen (kommissarisch 2011–2013) |
Eszter Bánffy (2013–2023) |
Kerstin P. Hofmann (seit 2023)
Zweite (Wissenschaftliche) Direktoren: 
Gerhard Bersu (1929–1931) |
Hans Zeiß (1931–1934) |
Kurt Stade (1935–1937) |
Wilhelm Schleiermacher (1938–1966) |
Hans Schönberger (1966–1972) |
Ferdinand Maier (1972–1981) |
Siegmar von Schnurbein (1981–1990) |
Hermann Parzinger (1990–1994) |
Susanne Sievers (1994–2016) |
Kerstin P. Hofmann (2016–2023) |
Lukas Werther (seit 2023)
Alexander Conze (1887–1905) |
Otto Puchstein (1905–1911) |
Hans Dragendorff (1911–1922) |
Gerhart Rodenwaldt (1922–1932) |
Theodor Wiegand (1932–1936) |
Martin Schede (1938–1945) |
Carl Weickert (1947–1954) |
Erich Boehringer (1954–1960) |
Kurt Bittel (1960–1972) |
Werner Krämer (1972–1980) |
Edmund Buchner (1980–1988) |
Helmut Kyrieleis (1988–2003) |
Hermann Parzinger (2003–2008) |
Hans-Joachim Gehrke (2008–2011) |
Friederike Fless (seit 2011)
Hans-Georg Wormit (1967–1977) |
Werner Knopp (1977–1998) |
Klaus-Dieter Lehmann (1998–2008) |
Hermann Parzinger (seit 2008)
| Personendaten    | Personendaten           |
| ---------------- | ----------------------- |
| NAME             | Parzinger, Hermann      |
| KURZBESCHREIBUNG | deutscher Prähistoriker |
| GEBURTSDATUM     | 12. März 1959           |
| GEBURTSORT       | München                 |